# Trịnh Công Sơn
Trịnh Công Sơn (28 tháng 2 năm 1939 – 1 tháng 4 năm 2001) là một nam nhạc sĩ người Việt Nam. Ông được coi là một trong những nhạc sĩ lớn nhất của tân nhạc và nằm trong danh sách những nghệ sĩ âm nhạc Việt Nam có lượng đĩa bán chạy nhất. Hiện nay chưa có thống kê chính xác về số tác phẩm để lại của ông (ước đoán con số không dưới 600 ca khúc). Tuy nhiên số ca khúc của ông được biết đến rộng rãi là 236 ca khúc (cả lời và nhạc). Nhạc của Trịnh Công Sơn được nhiều ca sĩ thể hiện, nhưng thành công hơn cả là Khánh Ly, danh ca gắn liền tên tuổi với hàng trăm ca khúc của ông và thế hệ sau là Hồng Nhung. Ngoài ra, ông còn được xem là một nhà thơ, một họa sĩ, một diễn viên và một ca sĩ (ông từng biểu diễn một số bài hát do chính mình sáng tác). Ông từng là Hội viên Hội Âm nhạc TP Hồ Chí Minh, hội viên Hội Nhạc sĩ Việt Nam, nguyên Phó Tổng biên tập phụ san Thế Giới Âm Nhạc (Hội Nhạc sĩ Việt Nam).

## Tiểu sử
Trịnh Công Sơn sinh năm 1939, nhưng có nguồn nói sinh năm 1940. Ông nguyên quán ở làng Minh Hương, xã Vĩnh Tri, thị xã Hương Trà, thành phố Huế, nhưng sinh tại xã Lạc Giao (nay là phường Thống Nhất, Ban Mê Thuột, tỉnh Đắk Lắk. Gia đình cha mẹ ông đều gốc ở Thừa Thiên (Huế) nhưng lập nghiệp tại Darlac (Đắk Lắk), gia đình về buôn bán làm ăn tại Huế. Mẹ ông trước 1958 có một cửa hàng lớn tại đường Phan Bội Châu, nhưng về sau vì buôn bán lỗ nên phải đóng cửa ở nhà lo cho các con ăn học. Địa chỉ ở Huế ông từng ở là 11/3 đường Nguyễn Trường Tộ, Huế. Ông có hai em trai và năm em gái. Cha ông là ông Trịnh Xuân Thanh, là người có tư tưởng chống Pháp, đã từng đi tù vì chống Pháp, mất lúc Trịnh Công Sơn 16 tuổi. Mẹ ông là bà Lê Thị Quỳnh, mất năm 1991. Gia đình ông theo đạo Phật.
Ông lớn lên tại Huế; lúc nhỏ ông theo học các trường Lycée Français (nay là trường tiểu học Lê Lợi), Trường Pellerin Huế (học lớp 6-9) và Institut de la Providence (Trường Thiên Hựu) tại Huế, đỗ tú tài 1 nhưng trượt tú tài 2. Ông vào Sài Gòn học lại lớp 12, theo học ban triết học trường Tây Lycée Jean Jacques Rousseau (nay là Trường Trung học phổ thông Lê Quý Đôn). Năm 1957, lúc đang học ở Sài Gòn, ông về Huế thăm nhà, ông bị một tai nạn khi đang tập võ judo với người em trai Trịnh Quang Hà, ông bị thương nặng ở ngực, suýt chết và phải nằm liệt giường gần hai năm tại Huế. Do bị tai nạn trên, ông phải ở nhà điều trị suốt 2 năm, nên không tốt nghiệp được tú tài đệ nhị.  Thời gian nằm bệnh, ông đọc nhiều sách về triết học, văn học, tìm hiểu dân ca. Ông từng thổ lộ: "Khi rời khỏi giường bệnh, trong tôi đã có một niềm đam mê khác – âm nhạc. Nói như vậy hình như không chính xác, có thể những điều mơ ước, khát khao đó đã ẩn chứa từ trong phần sâu kín của tiềm thức bỗng được đánh thức, trỗi dậy".
Năm 1961, vì muốn tránh thi hành nghĩa vụ quân sự nên ông theo học ngành Tâm lý giáo dục trẻ em tại trường Sư phạm Quy Nhơn (1962-1964). Sau khi tốt nghiệp 1964, ông đi dạy tại một trường tiểu học, Trường Sơ học Bảo An, ở Bảo Lộc, Lâm Đồng từ 1964-1967.
Năm 1967, do có lệnh điều động giáo viên phải nhập ngũ, Trịnh Công Sơn tìm cách trốn lính, trở về Sài Gòn. Ông ở cùng một số sinh viên trốn lính khác đã có mặt trong những căn nhà tiền chế ở khu đất rộng sau trường đại học Văn khoa. Ông gặp lại Khánh Ly,  khởi đầu hát tại Quán Văn nằm trong khuôn viên trường Văn Khoa, sau đó ông và Khánh Ly trở nên nổi tiếng.  Khi tiếng hát của Trịnh Công Sơn cất lên trong các giảng đường đại học ở Sài Gòn và Huế, với những “Ca khúc Da vàng”, đã tạo nên một hiện tượng đặc biệt trong xã hội. Chính quyền Nguyễn Văn Thiệu ngày đó đã phải ra lệnh cấm một số ca khúc và băng nhạc của Trịnh Công Sơn. Ông càng trở nên nổi tiếng. Ông về Huế để tránh báo chí.
Lưu Kim Cương, một đại tá không quân miền Nam Việt Nam đã giúp đỡ ông trong thời gian này.  Năm 1968, nhạc sĩ Trịnh Công Sơn đã gặp quân nhân miền Bắc trong Trận Mậu Thân tại Huế. Sau trận Mậu thân ở Huế, ông vào Sài Gòn với sự trợ giúp của Lưu Kim Cương. Sau khi Lưu Kim Cương chết năm 1968, ông viết bài “Cho một người vừa nằm xuống” để tri ân.
Vào những năm 1970, ông đã tham gia phong trào Tự quyết với Ngô Kha, Trần Viết Ngạc, Lê Khắc Cầm, Chu Sơn và Thái Ngọc San. Ông làm giáo viên tại Thừa Thiên Huế năm 1973-1974.
Trưa ngày 30 tháng 4 năm 1975, ông tới Đài phát thanh Sài Gòn hát bài "Nối vòng tay lớn", rồi phát biểu trực tiếp sau lời tuyên bố đầu hàng của Tổng thống Dương Văn Minh. Trong bài phát biểu, ông kêu gọi người dân miền Nam ủng hộ Chính phủ Cách mạng lâm thời miền Nam Việt Nam. Cụ thể như sau:
| “ | Hôm nay là ngày mơ ước của tất cả chúng ta... Ngày mà chúng ta giải phóng hoàn toàn đất nước Việt Nam này... Những điều mơ ước của các bạn bấy lâu là độc lập, tự do, và thống nhất thì hôm nay chúng ta đã đạt được tất cả kết quả đó... Hôm nay tôi yêu cầu các văn nghệ sĩ cách mạng miền Nam Việt Nam, các bạn trẻ và Chính phủ Cách mạng lâm thời xem những kẻ ra đi là những kẻ phản bội đất nước... Chính phủ Cách mạng lâm thời đến đây với thái độ hòa giải, tốt đẹp. Chúng ta không có lý do gì để sợ hãi mà ra đi cả. Đây là cơ hội duy nhất và đẹp đẽ nhất để đất nước Việt Nam được thống nhất và độc lập. Thống nhất và độc lập là những điều chúng ta mơ ước suốt mấy chục năm nay. Tôi xin tất cả các bạn, thân hữu và cũng như những người chưa quen của tôi xin ở lại và kết hợp chặt chẽ với Ủy ban Cách mạng lâm thời để góp tiếng nói xây dựng miền Nam Việt Nam này..." | ” |

Sau 30 tháng 4 năm 1975, thay vì theo gia đình di cư sang Mỹ, ông ở lại Việt Nam, về Huế, rồi đi vùng kinh tế mới trong 2 năm. Sau đó, ông quay lại làm việc tại Hội Âm nhạc Thành phố Hồ Chí Minh, tạp chí Sóng nhạc. Ông có quan hệ thân thiết với Cựu Bí thư Thành ủy Võ Văn Kiệt. Năm 1978, ông Võ Văn Kiệt giới thiệu ông với Hội liên hiệp văn học nghệ thuật TP HCM, nhận ông vào biên chế chính thức. Từ đó, Trịnh Công Sơn được tạo điều kiện hòa nhập với đời sống nghệ sĩ, lấy lại niềm cảm hứng sáng tác.
Từ đầu thập niên 1980, Trịnh Công Sơn bắt đầu sáng tác lại. Ông từng là Hội viên Hội Âm nhạc TP Hồ Chí Minh, hội viên Hội Nhạc sĩ Việt Nam, nguyên Phó Tổng biên tập phụ san Thế Giới Âm Nhạc (Hội Nhạc sĩ Việt Nam). Ông ở tại căn nhà số 47C Phạm Ngọc Thạch, TP Hồ Chí Minh. Sau đợt ốm nặng năm 2001, ông qua đời ngày 1 tháng 4 năm 2001. Nguyên nhân cái chết là sơ gan, suy thận, tiểu đường, xuất huyết tiêu hoá, viêm phổi rất nặng.

## Đời tư
Suốt đời, Trịnh Công Sơn có nhiều mối tình nhưng không chính thức kết hôn với ai, và cũng chưa chính thức công nhận là có con.
Trịnh Công Sơn không có vợ, nhưng ông có những mối tình đẹp và lãng mạn không chỉ với những phụ nữ ở Việt Nam mà ở cả ngoại quốc. Theo lời của người em gái Hoàng Diệu, lý do lớn nhất ông không kết hôn là: "Anh Sơn luôn ngại làm phiền người sẽ ở cùng phòng với mình, bởi anh cực kỳ ít ăn và ít ngủ và có giờ giấc làm việc chẳng giống ai. Anh thường xuyên thức dậy giữa khuya khi nghĩ ra được ý nào đó và ngồi viết lại hoặc vẽ đến sáng. Bởi vậy mà khi lần đầu tiên có ý định cưới vợ - một Việt kiều Pháp (sáu tháng ở Pháp, sáu tháng ở Việt Nam), anh đã có những dự định rất rõ ràng: Anh và chị sẽ có hai căn phòng nằm cạnh nhau chứ không phải lúc nào cũng ở chung phòng để có thể giữ được sự riêng tư cần thiết." Và rồi, vì nhiều lý do, mối duyên ấy không thành.
Mối tình đầu của Trịnh Công Sơn từng dành tình cảm với cô gái Ngô Vũ Bích Diễm nhưng tình cảm ấy không thành. Tình cảm này là nguyên nhân ông sáng tác bài Diễm Xưa. Năm 1962, do gặp khó khăn về kinh tế, gia đình Trịnh Công Sơn phải giã từ căn nhà ở đường Phan Bội Châu (Huế) để thuê một căn hộ ở đầu cầu Phú Cam. Hàng ngày, Trịnh Công Sơn đứng trên lầu ngắm các cô nữ sinh qua cầu, dọc theo đường Nguyễn Trường Tộ đến trường Đồng Khánh. Trong những ngày tháng rong chơi ấy, Trịnh Công Sơn đem lòng yêu thương Ngô Vũ Bích Diễm, con gái của thầy Ngô Đốc Khánh (người Hà Nội).
Sau đó ông yêu cô Ngô Vũ Dao Ánh (người trong mộng của ông từ năm 1964 đến năm 1967); em ruột của bà Ngô Vũ Bích Diễm. Ông viết hơn 300 bức thư cho bà Dao Ánh. Ngày 25/3/1967, Trịnh Công Sơn chủ động chia tay với Dao Ánh. Ông viết trong thư: “Anh xin cảm ơn bốn năm ròng rã nâng niu tình yêu đó. Cũng xin cảm ơn những buổi đợi chờ thật dịu dàng không bao giờ còn có được.”. Sau khi chia tay, Dao Ánh sang Mỹ lập gia đình và vẫn giữ liên lạc với ông 
Năm 1989, từ 27 tháng năm đến 26 tháng sáu, Trịnh Công Sơn, vào tuổi 50, được Hội Người Việt Nam tại Pháp mời qua Pháp. Tại đây ông lần đầu gặp lại người yêu cũ Dao Ánh.
Ông có một tình bạn đẹp với ca sĩ Khánh Ly. Ông có một mối tình với một cô gái Nhật Bản tên là Michiko Yoshii làm luận văn cao học tại Pháp về âm nhạc Trịnh Công Sơn. Hai người cũng từng tiến xa đến một kế hoạch đám cưới, nhưng cũng không thành. Mối tình sau đó của ông là với ca sĩ Hồng Nhung . Gặp Trịnh Công Sơn lúc hơn 20 tuổi khi vào Sài Gòn, Hồng Nhung đã trở thành nàng thơ lúc cuối đời vị nhạc sĩ tài hoa và được ông viết tặng 3 bài hát: Bống bồng ơi, Bống không là Bống, Thuở Bống là người. Những năm cuối cùng của cuộc đời, niềm say mê lớn nhất, Trịnh Công Sơn gần như dành hết cho ca sĩ Hồng Nhung mà theo ông là "Một người quá gần gũi không biết phải gọi là ai!"... Với Hồng Nhung, tâm hồn Trịnh gần như trẻ lại, khiến bước chân ông trở nên bối rối, ngập ngừng với buổi hẹn ban đầu.
Một người khác cũng từ Hà Nội kể lại tình cảm của cô dành cho Trịnh Công Sơn và của Trịnh dành cho cô lần đầu gặp mặt: "Lần đầu tiên đứng trước nhau, cả tôi và anh Sơn đều run. Tôi run vì quá trẻ và Sơn run vì anh quá... già!"
Hoàng Anh, một người được cho là người yêu của Trịnh Công Sơn nói về tình yêu đối với ông: "Hiện tôi vẫn để ảnh tưởng nhớ Trịnh Công Sơn trong phòng ngủ, nhưng chồng tôi không bao giờ thắc mắc, mà luôn tôn trọng thế giới riêng của tôi"'.
Tình yêu của Trịnh Công Sơn dành cho nhiều phụ nữ trẻ, đẹp và nổi tiếng, họ yêu ông say đắm, khi ông mất có người còn xin gia đình cho được để tang ông, nhưng ông không sống khăng khít với một phụ nữ nào. Tài năng của ông luôn liên tục thăng hoa, ngoài âm nhạc ông còn đóng phim, hội họa. Nhưng ông nhìn nhận cuộc đời và dành tình cảm cho đời một cách rất giản đơn với không hề tham vọng, ông nói một cách thản nhiên về cuộc đời: Cái chết chẳng qua cũng chỉ là một sự đùa cợt sau cùng của cuộc sống.

## Sự nghiệp

### Sự nghiệp sáng tác
Phạm Duy, nói về nhạc Trịnh Công Sơn
Nguyễn Xuân Khoát
Trịnh Công Sơn bắt đầu sáng tác từ năm 18 tuổi. Theo ông cho biết, ông sáng tác hai bài Sương đêm và Sao chiều đầu tiên vào năm 18 tuổi. Nhưng tác phẩm được công bố đầu tiên của ông là Ướt mi, do nhà xuất bản An Phú phát hành vào ngày 20 tháng 9 năm 1960 và qua giọng ca Thanh Thúy.
Năm 1961, với mối tình với Diễm, ông sáng tác bài Diễm Xưa. Năm 1962-1963, trong thời gian học ở Quy Nhơn, ông sáng tác một số bài trong đó có Hạ Trắng, Biển Nhớ. Từ năm 1964 đến năm 1967, khi đang dạy học tại Bảo Lộc, Lâm Đồng (tên cũ: B'Lao) lấy cảm hứng sáng tác từ tình yêu với người trong mộng của ông, Ngô Vũ Dao Ánh, ông sáng tác một số bài nổi tiếng như: Còn tuổi nào cho em, Ru em từng ngón xuân nồng, Xin trả nợ người, Mưa hồng. Bài hát Nắng Thủy Tinh sáng tác năm 1963 có thể là cho Dao Ánh. Những buổi chiều cuối tuần, những ngày nghỉ lễ, từ B’lao ông đi xe đò về Sài Gòn với bạn bè. Ghé thị trấn D’răn uống rượu bên dòng Ða Nhim cùng họa sĩ Ðinh Cường. Ông cũng dùng nhiều thời gian rảnh rỗi để lên Ðà Lạt với Ðặng Tiến, Kim Vui, Trịnh Cung. Nhiều ca khúc Trịnh Công Sơn đã ra đời thời gian này.
Từ cuối năm 1966, tên tuổi của Trịnh Công Sơn được nhiều người biết đến hơn, từ khi ông cùng ca sĩ Khánh Ly hát tại Quán Văn, một quán cà phê đơn sơ dựng trên bãi đất cỏ sau Trường Đại học Văn khoa Sài Gòn do nhóm sinh viên mang tên Khai Hóa trong phong trào phục vụ thanh niên xã hội chủ trương. Trong những năm sau đó, nhạc của ông được phổ biến và được nhiều ca sĩ trình diễn, đặc biệt là Khánh Ly. Ông kể: "Gặp gỡ ca sĩ Khánh Ly là một may mắn tình cờ, không phải riêng cho tôi mà còn cho cả Khánh Ly. Lúc gặp Khánh Ly đang hát ở Đà Lạt, lúc đó Khánh Ly chưa nổi tiếng nhưng tôi nghe qua giọng hát thấy phù hợp với những bài hát của mình đang viết và lúc đó tôi chưa tìm ra ca sĩ nào ngoài Khánh Ly. Tôi đã mời Khánh Ly hát và rõ ràng giọng hát của Khánh Ly rất hợp với những bài hát của mình. Từ lúc đó Khánh Ly chỉ hát nhạc của tôi mà không hát nhạc người khác nữa. Đó cũng là lý do cho phép mình tập trung viết cho giọng hát đó và từ đó Khánh Ly không thể tách rời những bài hát của tôi cũng như những bài hát của tôi không thể thiếu Khánh Ly", còn Khánh Ly kể lại giai đoạn cơ cực đói khổ nhưng đầy hạnh phúc những năm 1960 ấy: "Thực sự tôi rất mê hát. Không mê hát thì tôi không có đủ can đảm để đi hát với anh Sơn mười năm mà không có đồng xu, cắc bạc nào, phải chịu đói, chịu khổ, chịu nghèo, không cần biết đến ngày mai, không cần biết tới ai cả, mà chỉ cảm thấy mình thực là hạnh phúc, cảm thấy mình sống khi mình được hát những tình khúc của Trịnh Công Sơn".
Năm 1967 ông xuất bản tập Ca khúc Da Vàng, với chủ đề là nỗi khao khát cuộc sống hoà bình và yên lành cho những thân phận dân nghèo, với những bài như: Ngày Dài Trên Quê Hương, Người Con Gái Việt Nam, Đại Bác Ru Đêm, Tôi Sẽ Đi Thăm, Ngủ Đi Con, Đi Tìm Quê Hương, Gia Tài Của Mẹ. Năm 1968, ông xuất bản tập Kinh Việt Nam, là tiếng cầu kinh mang tình tự của một dân tộc khát khao hòa bình. Những ca khúc trong tập “kinh ca” này: Nối vòng tay lớn, Chờ nhìn quê hương sáng chói, Ta thấy gì đêm nay hay Dựng lại người dựng lại nhà. Ấn phẩm "Ta phải thấy mặt trời" của tác giả Trịnh Công Sơn, sách do nhà xuất bản Nhân Bản ấn hành năm 1970, bao gồm 11 bài hát.
Một số bài hát của Trịnh Công Sơn đã đến với công chúng Nhật Bản năm 1970 như "Diễm xưa" (do Khánh Ly biểu diễn bằng cả tiếng Nhật và tiếng Việt), "Ca dao Mẹ", "Ngủ đi con". Riêng bài Ngủ đi con đã phát hành trên hai triệu đĩa than. Vì lời lẽ trong nhiều bài hát của ông có tính chất phản chiến, nhà cầm quyền Việt Nam Cộng hòa đã cấm lưu hành vài tác phẩm của ông. Theo tác giả Ban Mai, trong cuốn "Trịnh Công Sơn - vết chân dã tràng", nhiều ca khúc của ông có thông điệp phản chiến bị cả hai bên Việt Nam Dân chủ Cộng hòa và Việt Nam Cộng hòa cấm lưu hành Mặt trận Dân tộc Giải phóng miền Nam Việt Nam cũng không tán thành thái độ phản chiến của ông mà họ xem là mang tính "chủ hòa, ủy mị", làm nản lòng những người đang đấu tranh chống xâm lược và thống nhất đất nước. Theo tác giả Ban Mai, trong cuốn "Trịnh Công Sơn – vết chân dã tràng", Việt Nam Dân chủ Cộng hòa thì có những người phê phán ông vì coi ông là "thiếu lập trường chính trị", có những người cực đoan đòi sau khi tiến về Sài Gòn sẽ "xử tử" ông.
Trưa ngày 30 tháng 4 năm 1975, ông lên Đài phát thanh Sài Gòn hát bài "Nối vòng tay lớn". Cũng chính ông là người trưa ngày 30/4 đã đứng lên phát biểu trực tiếp trên đài phát thanh Sài Gòn sau lời tuyên bố đầu hàng của Tổng thống Dương Văn Minh. Trong bài phát biểu, ông kêu gọi người dân miền Nam ủng hộ Chính phủ Cách mạng lâm thời miền Nam Việt Nam:
"Hôm nay là ngày mơ ước của tất cả chúng ta... Ngày mà chúng ta giải phóng hoàn toàn đất nước Việt Nam này... Những điều mơ ước của các bạn bấy lâu là độc lập, tự do, và thống nhất thì hôm nay chúng ta đã đạt được tất cả kết quả đó... Hôm nay tôi yêu cầu các văn nghệ sĩ cách mạng miền Nam Việt Nam, các bạn trẻ và Chính phủ Cách mạng lâm thời xem những kẻ ra đi là những kẻ phản bội đất nước... Chính phủ Cách mạng lâm thời đến đây với thái độ hòa giải, tốt đẹp. Chúng ta không có lý do gì để sợ hãi mà ra đi cả. Đây là cơ hội duy nhất và đẹp đẽ nhất để đất nước Việt Nam được thống nhất và độc lập. Thống nhất và độc lập là những điều chúng ta mơ ước suốt mấy chục năm nay. Tôi xin tất cả các bạn, thân hữu và cũng như những người chưa quen của tôi xin ở lại và kết hợp chặt chẽ với Ủy ban Cách mạng lâm thời để góp tiếng nói xây dựng miền Nam Việt Nam này..."
Theo BBC, sau khi chiến tranh kết thúc, gia đình ông di cư sang Mỹ và ông phải đi học tập cải tạo trong 4 năm. Tuy nhiên, theo tác giả Bùi Đức Lạc (một người bạn thân của Trịnh Công Sơn) thì ông chỉ đi làm kinh tế mới vài năm chứ không hề có cải tạo, nguồn khác thì nói ông đi học tập chính trị 2 năm ở Cồn Tiên. Theo Nguyễn Đắc Xuân, thời gian đầu sau khi kết thúc chiến tranh năm 1975, "Đối với lãnh đạo thì không có vấn đề gì, nhưng có nhiều "anh em phong trào" ở Sài Gòn không thích quan điểm lập trường chung chung của Trịnh Công Sơn trước đây", ông trở về Huế và "thời gian đó một số phần tử quá khích theo phong trào "Hồng vệ binh" của Cộng Hòa Nhân dân Trung Hoa đã kích động sinh viên treo một tấm banderole to tướng mang dòng chữ xanh rờn: "Hạ bệ Phạm Duy - Hoàng Thi Thơ và Trịnh Công Sơn" trước trường Đại học Sư phạm Huế" và "tiếp theo là cuộc tọa đàm luận tội "Trịnh Công Sơn có công hay có tội" tại Hội Văn nghệ Thừa Thiên Huế. Hôm ấy có cả Trần Hoàn, Tô Nhuận Vỹ, Nguyễn Khoa Điềm, Hoàng Phủ Ngọc Tường, Nguyễn Đắc Xuân, Trần Viết Ngạc và vài người nữa. Có người lên án, nhưng cũng có người bảo vệ. "Tội" của nhạc sĩ Trịnh Công Sơn là ông đã làm nhạc phản chiến một cách chung chung, không phân biệt được chiến tranh xâm lược và chiến tranh giải phóng dân tộc trong bài "Gia tài của mẹ" với câu "Hai mươi năm nội chiến từng ngày". Thậm chí ông còn làm nhạc ca ngợi địch trong bài "Cho một người nằm xuống" thương tiếc đại tá không quân Sài Gòn Lưu Kim Cương tử trận – người đã từng cưu mang ông. Nhiều người phát biểu biện hộ cho Trịnh Công Sơn: "Đúng là Trịnh Công Sơn đã làm nhiều bản nhạc phản chiến, anh được mệnh danh là người làm nhạc phản chiến số 1 thời ấy giống như Bob Dylan, Joan Baez ở bên Mỹ. Trịnh Công Sơn là một nhạc sĩ tự do, anh theo đuổi chủ nghĩa nhân bản chung chung khác chúng ta. Nhưng anh làm nhạc trong vùng tạm chiếm, người nghe nhạc phản chiến của anh là lính Cộng hòa. Rất nhiều lính của Thiệu đã bỏ ngũ vì nghe bản nhạc Người con gái da vàng của anh. Chẳng có người lính cách mạng nào bỏ ngũ vì nghe nhạc của Trịnh Công Sơn cả. Cũng như ngày xưa bên Trung Quốc, Trương Lương thổi sáo đâu phải để cho quân mình buông kiếm! Đâu phải tự dưng chính quyền Thiệu ra lệnh tịch thu những bài hát của Sơn". Và chính xấp tài liệu đăng lệnh của cựu Tổng thống Nguyễn Văn Thiệu cấm phổ biến nhạc Trịnh Công Sơn, lệnh cấm mang số 33 ngày 8.2.1969, đã có sức thuyết phục lớn đối với những người tham dự tọa đàm. Sau cuộc tọa đàm, Trịnh Công Sơn phải viết kiểm điểm. Hồi ấy, những bản kiểm điểm nói không đúng vấn đề thường phải viết lại. Trịnh Công Sơn chưa quen lối sinh hoạt này nên rất chán chường..." Trong thời hậu chiến này, cả nước rất khó khăn và như bao người Việt khác, Trịnh Công Sơn cũng được điều đi lao động sản xuất, khi thì trồng khoai lang, lúc cấy lúa trên những cánh đồng đầy bom đạn chưa tháo gỡ.
Một thời gian dài sau 1975, nhiều bài hát của ông bị cấm lưu hành ở tại Việt Nam hay bị một số người kêu gọi tẩy chay ở hải ngoại. Tuy nhiên, Khánh Ly và nhiều ca sĩ vẫn tiếp tục hát và phát hành những băng đĩa với ca khúc của ông tại hải ngoại.
Những năm sau 1975, sau thời gian học tập chính trị, ông làm việc tại Hội Âm nhạc Thành phố Hồ Chí Minh, tạp chí Sóng nhạc. Từ đầu thập niên 1980, Trịnh Công Sơn bắt đầu sáng tác lại, lúc đầu một số sáng tác ông gởi qua cho Khánh Ly và chỉ phát hành tại hải ngoại. Khi bắt đầu được phép lưu hành nhạc trong nước, ông có viết một số bài có nội dung ca ngợi những chủ trương của chế độ mới như Thành phố mùa xuân, Ngọn lửa vĩnh cửu Moskva, Em ở nông trường em ra biên giới, Huyền thoại Mẹ... Sau đó nhà nước Việt Nam đã nới lỏng quản lý văn nghệ, ông lại tiếp tục đóng góp nhiều bản nhạc có giá trị. Các tác phẩm mới của ông tiếp tục bị chính quyền chỉ trích, kiểm duyệt và cấm đoán đến mức ông phải biểu diễn cho bạn bè thân hữu và nhờ họ góp ý trước khi đem phổ biến.
Từ đầu thập niên 1980, khi bắt đầu được phép lưu hành nhạc trong nước, ông tiếp tục viết các bài hát chủ đề tình yêu. Ông có viết một số bài nhạc cách mạng như "Em ở nông trường em ra biên giới", "Huyền thoại Mẹ", "Ánh sáng Mạc Tư Khoa", "Ra chợ ngày thống nhất"...
Ông cũng viết nhạc cho thiếu nhi (trong tập nhạc "Cho Con", xuất bản năm 1991), nhiều bài rất nổi tiếng như "Em là hoa hồng nhỏ"...
Cuối đời, ông bị bệnh gan, thận và tiểu đường. Tuy nhiên, ông vẫn cố gắng sáng tác những ca khúc mới trong những năm cuối đời mình.
Ông mất tại Thành phố Hồ Chí Minh vì bệnh tiểu đường lúc 12 giờ 45 ngày 1 tháng 4 năm 2001 (tức ngày 8 tháng 3 năm Tân Tỵ), hàng ngàn người đã đến viếng tang và "có thể nói, chưa có nhạc sĩ nào mất đi lại được công chúng thương tiếc như Trịnh Công Sơn". Ông được an táng tại Nghĩa trang chùa Quảng Bình (phường Bình Chiểu - Thành phố Thủ Đức). Từ đó hàng năm giới hâm mộ đều lấy ngày này làm ngày tưởng niệm.
Năm 2001, nhà hát Hoà Bình cùng Hãng phim Phương Nam thực hiện Đại nhạc hội kỷ niệm 100 ngày mất của ông mang tên "Như một lời chia tay ". Sau đó là các liveshow tưởng nhớ ông như "Đêm thần thoại" (2005) và "Rơi lệ ru người" (2007)".
Năm 2022, hai bộ phim khắc họa quá khứ của Trịnh Công Sơn mang tên Trịnh Công Sơn và Em Và Trịnh được công chiếu tại Việt Nam.
Trịnh Công Sơn sáng tác được khoảng hơn 600 ca khúc, tuy nhiên tới tháng 4 năm 2017 chỉ có 77 bài được Cục Nghệ thuật Biểu diễn cấp phép. những tác phẩm có ca từ độc đáo, mang hơi hướng suy niệm. Theo Trung tâm Bảo vệ tác quyền âm nhạc Việt Nam Chi nhánh phía Nam, nhạc sĩ Trịnh Công Sơn vẫn là tác giả được trả tác quyền nhiều nhất với hơn 820 triệu đồng trong năm 2015 và luôn trong top 5 nhạc sĩ có tiền trả tác quyền cao nhất.
Tuy nhiên, có một đánh giá khá phổ biến cho rằng phần nhạc của Trịnh Công Sơn quá đơn điệu về đề tài, chủ yếu tập trung vào tâm trạng mơ hồ, mộng tưởng. Đánh giá này trùng khớp với lời lý giải của ông về sự sáng tác của mình: "Tôi chỉ là 1 tên hát rong đi qua miền đất này để hát lên những linh cảm của mình về những giấc mơ đời hư ảo...". Hai mảng đề tài lớn nhất trong âm nhạc Trịnh Công Sơn là tình yêu và thân phận con người.

### Nhạc tình
Tình yêu là đề tài lớn và ảnh hưởng nhất trong các tác phẩm của Trịnh Công Sơn. Những bản tình ca chiếm đa số trong danh mục nhạc phẩm. Khả năng viết nhạc tình của Trịnh Công Sơn tưởng chừng không biết mai một theo năm tháng, theo thời đại: từ 1958 với "Ướt mi" đã nổi tiếng cho đến thập niên 1990 ông vẫn có những tình ca được nhiều người ưa thích: "Như một lời chia tay", "Xin trả nợ người"...
Nhạc tình của ông đa số là nhạc buồn, thường nói lên tâm trạng buồn bã, cô đơn như trong "Sương đêm", "Ướt mi", những ca khúc nhạc tình vẫn mênh mang nỗi buồn kiếp người như "Diễm xưa", "Biển nhớ", "Tình xa", "Tình sầu", "Tình nhớ", "Em còn nhớ hay em đã quên", "Hoa vàng mấy độ", "Cỏ xót xa đưa", "Gọi tên bốn mùa", "Mưa hồng"...
Những bài hát này thường mang giai điệu nhẹ nhàng, dễ hát, thường được viết với tiết tấu chậm, thích hợp với điệu Slow, Blues hay Boston. Phần lời được đánh giá cao nhờ đậm chất thơ, nhiều chiêm nghiệm nhờ những biện pháp ẩn dụ, hoán dụ... đôi khi pha lẫn hơi hướng siêu thực, trừu tượng.
Nhạc tình của Trịnh Công Sơn rất phổ biến tại Việt Nam và hải ngoại. Tuy rằng không được giới chuyên môn đánh giá cao về phần âm nhạc, nhưng với giai điệu gần gũi và ca từ có màu trừu tượng, ý nghĩa sâu lắng, nhạc của ông dễ dàng đi vào lòng công chúng.

### Nhạc về thân phận con người
Trịnh Công Sơn từng nói từ khi còn trẻ ông đã luôn ám ảnh bởi cái chết nên âm nhạc của ông mang trong đó một sự mất mát của những số phận con người. Ông cũng ảnh hưởng bởi Phật giáo của phương Đông và chủ nghĩa siêu thực của phương Tây, nhạc Trịnh Công Sơn thấm đượm màu sắc hiện sinh, buồn bã của các tác giả văn học phương Tây thập niên 60 như Jean Paul Sartre, Albert Camus,... Tiêu biểu là các ca khúc "Cát bụi", "Đêm thấy ta là thác đổ", "Chiếc lá thu phai", "Một cõi đi về", "Phôi pha",.... Bên cạnh đó, có những bài tuy là nhạc buồn nhưng có gợi nên tư tưởng thiền như "Một cõi đi về", "Giọt nước cành sen".

### Nhạc phản chiến
Khi tên tuổi định hình bằng nhạc tình, thì vai trò xã hội của Trịnh Công Sơn lại gắn liền với một loại nhạc mang tính chất chống lại chiến tranh, kêu gọi hòa bình mà người ta thường gọi là nhạc phản chiến, hay còn gọi là Ca khúc da vàng theo tên các tập nhạc của ông phát hành cuối thập niên 1960. Những "ca khúc da vàng" thường nói lên thân phận của những người dân một nước nhỏ bị lôi kéo vào chiến tranh và nằm trong vòng toan tính, giành giật ảnh hưởng của những nước lớn (thường là khác màu da).
Theo Bửu Chỉ, Trịnh Công Sơn bắt đầu sáng tác dạng nhạc này vào khoảng năm 1965 – 1966, khi chiến tranh trở nên ác liệt. Năm 1966, ông cho ra đời tập Ca khúc Trịnh Công Sơn, trong đó có manh nha một xu hướng chính trị yếm thế. Đến năm 1967, nhạc Trịnh Công Sơn lên đến đỉnh cao của sự phản chiến bằng tập Ca khúc da vàng. Năm sau, ông cho ra tiếp tập Kinh Việt Nam. Từ năm 1970 tới 1972 ông tự ấn hành được hai tập nhạc phản chiến là Ta phải thấy mặt trời và Phụ khúc da vàng. Trong các băng nhạc Hát cho Quê hương Việt Nam của Khánh Ly, những ca khúc phản chiến được bố trí khéo léo đan xen với các ca khúc trữ tình. Những tập ca khúc vừa kể đều được phát hành hợp pháp tại miền Nam trước 1975. Chính vì thế các ca khúc phản chiến của ông được phổ biến khá rộng rãi, có ảnh hưởng lớn đến công chúng nhất là giới trí thức, học sinh – sinh viên miền Nam.
Nhạc phản chiến của Trịnh Công Sơn phần lớn viết bằng điệu Blues, cộng với lời ca đậm chất hiện thực, rất đơn sơ, trần trụi (khác hẳn với dòng nhạc tình), trở nên những bài hát gây xúc động mạnh mẽ. Những bản nhạc này được ông cùng Khánh Ly đem đi hát ở nhiều nơi tại miền Nam, được nhiều người nhất là giới sinh viên nhiệt tình ủng hộ. Đây cũng là loại nhạc làm cho danh tiếng của Trịnh Công Sơn lan ra thế giới: nhờ nhạc phản chiến ông được một Đĩa Vàng (giải thưởng âm nhạc) tại Nhật và có tên trong tự điển bách khoa Encyclopédie de tous les pays du monde của Pháp.
Nhạc phản chiến Trịnh Công Sơn hay Phạm Duy và các nhạc sĩ khác được cho là có vai trò trong giai đoạn cuối của chiến tranh Việt Nam, bên cạnh phong trào Hát cho dân tôi nghe của Tôn Thất Lập. Cũng vì loại nhạc không rõ nghiêng về phe nào này mà ông đã bị tẩy chay nhiều lần từ cả hai phe đối địch. Nhưng về phía Trịnh Công Sơn, không thể phủ nhận rằng ông đã trở thành một tên tuổi đặc biệt nhờ vào dòng nhạc này.
Cho đến nay, sau hơn 30 năm hòa bình, rất nhiều bài hát "da vàng" của ông chưa được phép lưu hành chính thức tại Việt Nam hiện nay dù đã từng rất phổ biến (và được Khánh Ly phát hành băng nhạc) tại miền Nam trong thời chiến tranh Việt Nam (như bài "Đi tìm quê hương", "Chính chúng ta phải nói hòa bình","Gia tài của mẹ", "Cho một người vừa nằm xuống" "Chưa mất niềm tin", "Chờ nhìn quê hương sáng chói", "Hát trên những xác người", "Ta đi dựng cờ", "Ta quyết phải sống")

#### Tranh cãi về cấp phép
Gia đình Trịnh Công Sơn, đại diện bản quyền các bài hát của nhạc sỹ, đã từng nhiều lần xin cấp phép cho nhạc Trịnh Công Sơn nhưng được cấp phép rất ít, thậm chí có lần xin 15 bài, kết quả không có bài nào được duyệt.. Bài "Nối vòng tay lớn" đã được hát rất nhiều ở Việt Nam sau 1975 nhưng hóa ra lại chưa được cấp phép dẫn tới khó khăn trong tổ chức các buổi ca nhạc Trịnh Công Sơn.
Ngày 29/6/2022, hơn 47 năm sau ngày thống nhất đất nước, đơn vị tổ chức đêm nhạc ngày 26/6 tại Đà Lạt nơi ca sĩ Khánh Ly trình diễn bài hát "Gia tài của mẹ" đã bị Sở Văn hóa, Thể thao và Du lịch tỉnh Lâm Đồng "mời làm việc" vì nằm ngoài danh mục những bài hát đã cấp phép biểu diễn trong đêm nhạc này. Tuy nhiên, nhạc sĩ Tuấn Khanh cho biết: "Theo Nghị định số 144/2020 về hoạt động nghệ thuật biểu diễn được Chính phủ ban hành, từ 1-2-2021, quy định cấp phép ca khúc miền Nam trước 1975 bị bãi bỏ. Phổ biến không cần phải cấp phép nữa." 

### Nhạc khác
Ngoài các bản nhạc tình và nhạc phản chiến, Trịnh Công Sơn còn để lại những tác phẩm viết về quê hương như "Chiều trên quê hương tôi", những tác phẩm thể hiện quan điểm chính trị rõ hơn như "Huế – Sài Gòn – Hà Nội", "Việt Nam ơi hãy vùng lên" (1970), "Nối vòng tay lớn", "Chưa mất niềm tin" (1972)... trong đó có những bài rời được sáng tác ngay trong những cuộc xuống đường biểu tình cùng thanh niên, sinh viên, học sinh.
Từ đầu thập niên 1980, khi bắt đầu được phép lưu hành nhạc trong nước, ông có viết một số bài nhạc cách mạng như "Em ở nông trường em ra biên giới", "Huyền thoại Mẹ", "Ánh sáng Mạc Tư Khoa", "Ra chợ ngày thống nhất"...
Về sau, ông cũng viết nhạc cho thiếu nhi (trong tập nhạc "Cho Con", xuất bản năm 1991), nhiều bài rất nổi tiếng như "Em là hoa hồng nhỏ", "Mẹ đi vắng", "Em đến cùng mùa xuân", "Tiếng ve gọi hè", "Tuổi đời mênh mông", "Mùa hè đến", "Tết suối hồng", "Khăn quàng thắp sáng bình minh", "Như hòn bi xanh", "Đời sống không già vì có chúng em".
Hiện nay, bản quyền các tác phẩm của ông thuộc quyền thừa kế và sở hữu bởi Trịnh Vĩnh Trinh (em gái ông, sống tại Việt Nam) và Trịnh Xuân Tịnh (anh trai ông, sống tại Mỹ), mỗi người giữ một nửa quyền sở hữu với các tác phẩm của Trịnh Công Sơn Bản quyền có thời hạn đến hết 50 năm sau ngày ông qua đời.

### Điện ảnh
Trịnh Công Sơn còn là một diễn viên điện ảnh nghiệp dư, năm 1971 đã thủ vai chính trong phim Đất khổ. Phim hoàn tất năm 1974, nhưng chỉ được chiếu cho công chúng xem 2 lần rồi bị Việt Nam Cộng hòa cấm không được phép trình chiếu ở Miền Nam Việt Nam với lý do "có tính phản chiến". Sau năm 1975, bộ phim không được trình chiếu tại Việt Nam. Cuối cùng, một bản phim đã về tay nhà thơ Đỗ Trung Quân. Bộ phim được chọn là phim Việt Nam chính trong Liên hoan phim Á Mỹ năm 1996. Năm 1997, ông và nghệ sĩ Thanh Bạch và ca sĩ Trịnh Vĩnh Trinh thực hiện album băng hình VHS của mình mang tựa đề Ru tình được Hãng phim trẻ sản xuất. Sau đó Hãng phim Phương Nam sản xuất lại dưới dạng VCD & DVD năm 2004, Hòa tấu nhạc Trịnh: Chìm dưới cơn mưa (VHS thực hiện tháng 4 năm 1999). Riêng Hãng phim Phương Nam cũng thực hiện cho ông và nhạc sĩ Văn Cao trong chương trình "Văn Cao & Trịnh Công Sơn" năm 1998 dưới định dạng băng VHS, sau đó là VCD & DVD. Từ đó, ông cùng bà Trịnh Vĩnh Trinh góp mặt trong những CD nhạc do ông sáng tác và được Hãng phim Phương Nam sản xuất trong giai đoạn này như "Ru tình", "Tình yêu tìm thấy", "Vì tôi cần thấy em yêu đời", "Cho đời chút ơn",...

### Thơ & vẽ
Ông làm thơ ít trong những lúc ngẫu hứng, hiện nay còn để lại một số bài thơ tự sáng tác, và các bản dịch phỏng như trong tập Hán tự hài cú của Ngô Văn Tao, hay các bài thơ vui, thơ chơi.
Bên cạnh âm nhạc, Trịnh Công Sơn để lại khá nhiều tác phẩm hội họa, bút tích. Các tác phẩm hội họa của ông đã được triển lãm tại Nhà Hữu Nghị Tiệp Khắc - Việt Nam, từ ngày 14 tháng 1 năm 1989 đến 24 tháng 1 năm 1989 cùng với 2 họa sĩ Đinh Cường và Đỗ Quang Em, triển lãm tại nhà khách Ritz, và Trang viên Con Nai Vàng, Thủ Đức, từ ngày 15 tháng 12 năm 1990 đến 20 tháng 1 năm 1991 cùng với 2 họa sĩ Trịnh Cung và Đỗ Quang Em.
Một số trong đó hiện còn được lưu giữ và trưng bày tại Hội Ngộ Quán.

## Danh sách các bài hát
Ca khúc Trịnh Công Sơn sáng tác đầu tiên là bài: Ướt mi (NXB An Phú, Sài Gòn, 1959).
Trịnh Công Sơn sáng tác được khoảng hơn 600 ca khúc. Cho đến năm 2017 theo như Nguyễn Đăng Chương, Giám đốc Sở Biểu diễn nghệ thuật của Bộ Văn hoá, Thể thao và Du lịch, có 70 bài hát của Trịnh Công Sơn được phép trình diễn trước công chúng. Bài hát mới nhất vừa được phép, là Nối vòng tay lớn, vào ngày 12 tháng 4 năm 2017.

## Ca sĩ biểu diễn
Tên tuổi gắn nhiều nhất với những bài hát nhạc Trịnh Công Sơn là Khánh Ly. Khánh Ly, ban đầu là một ca sĩ ít tên tuổi tại Đà Lạt, bén duyên với nhạc Trịnh trong một dịp tình cờ tại Đà Lạt năm 1964, từ đó về sau đã thể hiện hầu hết những ca khúc của Trịnh Công Sơn, để rồi được cho là người thành công nhất.
Nhưng Khánh Ly không phải người đầu tiên hát nhạc Trịnh, trước đó Trịnh Công Sơn đã mời những tên tuổi lẫy lừng bấy giờ là Thanh Thúy, Hà Thanh, Lệ Thu và cả danh ca Thái Thanh giới thiệu những sáng tác đầu tay của mình ra công chúng, tuy vậy cuối cùng ông lại chọn Khánh Ly, người cũng đã vụt lên thành ngôi sao sáng sau khi thể hiện những bản tình ca buồn bã thâm trầm và dòng nhạc phản chiến mạnh mẽ của Trịnh Công Sơn bằng chất giọng khàn đục lạ lùng.
Ngoài Khánh Ly, nhiều ca sĩ hát nhạc Trịnh Công Sơn cũng được đánh giá cao như Lệ Thu, Thái Thanh, Ngọc Lan, Lan Ngọc. Giọng nam thì có Tuấn Ngọc và sau này là Quang Dũng. Tuấn Ngọc tuy không chuyên về nhạc Trịnh nhưng được Trịnh Công Sơn đánh giá cao khi hát nhạc của ông.
Ở Việt Nam giai đoạn sau 1975 cũng có những người hát nhạc Trịnh Công Sơn thành công như Trịnh Vĩnh Trinh (Em gái nhạc sĩ) và đặc biệt phải kể đến Hồng Nhung hát nhạc Trịnh theo phong cách hoàn toàn mới và được khán giả đón nhận. Ngoài ra, còn có Cẩm Vân, Ánh Tuyết, Bảo Yến, Trần Thu Hà và Hồng Hạnh.
Những ca sĩ muốn thử nghiệm nhạc Trịnh Công Sơn bằng phong cách 'mới' và 'lạ', để rồi bị khán giả phản đối nặng nề, tiêu biểu là Thanh Lam, Mỹ Tâm, Đàm Vĩnh Hưng. Ngoài ra còn có Thu Phương, Phương Thanh, Mỹ Lệ, Mỹ Linh, Đức Tuấn, Ngô Quang Vinh, Lệ Quyên, Hiền Thục, Hồ Trung Dũng, Đồng Lan, Hà Lê, Lân Nhã thu âm và làm mới lại theo các phong cách khác nhau. Bản thân nhạc sĩ Trịnh Công Sơn cũng tự mình thể hiện và thu âm một số ca khúc và được khán thính giả yêu thích.
Tuy nhiên, dù có rất nhiều các nghệ sĩ thể hiện nhạc Trịnh, nhưng thành công nhất vẫn là Khánh Ly và Hồng Nhung.

## Phát ngôn, bút tích
Bên cạnh âm nhạc, ông còn để lại khá nhiều phát ngôn về quan điểm chính trị cũng như những dòng văn suy niệm về thân phận, cuộc sống.
| “ | Tôi, nhạc sĩ Trịnh Công Sơn, rất vui mừng và cảm động gặp và nói chuyện với tất cả các anh em văn nghệ sĩ ở miền nam Việt Nam này. Hôm nay là cái ngày mơ ước của tất cả chúng ta, đó là ngày mà chúng ta giải phóng hoàn toàn tất cả đất nước Việt Nam này. Cũng như những điều mơ ước của các bạn bấy lâu là độc lập, tự do và thống nhất thì hôm nay chúng ta đã đạt được tất cả những kết quả đó. Tôi yêu cầu các văn nghệ sĩ cách mạng miền nam Việt Nam hợp tác chặt chẽ với Chính phủ Cách mạng Lâm thời miền Nam Việt Nam. Những kẻ đã ra đi chúng ta xem như là đã phản bội đất nước! | ” |

| “ | Phạm Duy bàng bạc trong tất cả đời sống âm nhạc. | ” |

| “ | Sống giữa đời này chỉ có thân phận và tình yêu. Thân phận thì hữu hạn. Tình yêu thì vô cùng. Chúng ta làm cách nào nuôi dưỡng tình yêu để tình yêu có thể cứu chuộc thân phận trên cây thập giá đời. | ” |

| “ | Khi bạn hát một bản tình ca là bạn đang muốn hát về cuộc tình của mình. Hãy hát đi đừng e ngại. Dù hạnh phúc hay dở dang thì cuộc tình ấy cũng là một phần máu thịt của bạn rồi. | ” |

| “ | Nếu có người nào đó thách thức tôi một trò chơi nghịch ngợm thì tôi sẽ mang tình yêu ra mà đánh đố. Tôi e, không ai dám tự xưng mình am tường hết nội dung phong phú và quá phức tạp của tình yêu. Có người yêu thì hạnh phúc, có người yêu thì đau khổ. Nhưng dù đau khổ hay hạnh phúc thì con người vẫn muốn yêu. Tình yêu vì thế mà tồn tại. Con người không thể sống mà không yêu. | ” |

| “ | Có những ngày tuyệt vọng cùng cực, tôi và cuộc đời đã tha thứ cho nhau. Từ buổi con người sống quá rẻ rúng tôi biết rằng vinh quang chỉ là điều dối trá. Tôi không còn gì để chiêm bái ngoài nỗi tuyệt vọng và lòng bao dung. Hãy đi đến tận cùng của tuyệt vọng để thấy tuyệt vọng cũng đẹp như một bông hoa... | ” |

| “ | Mỗi một con người vì ngại chết mà muốn sống. Mỗi một con người vì sợ mất tình mà giữ mãi một lòng nhớ nhung. Cuối cùng thì lòng yêu thương cuộc sống cũng không giữ lại đời người. Cuối cùng thì tình yêu không giữ được người mình yêu... | ” |

## Nhận xét
| “           | Ngày xưa tôi rất quý anh Trịnh Công Sơn và ngược lại. Tôi yêu sự chân thành, dễ thương và trân trọng, tài năng của con người đó. Mặc dù, âm nhạc của anh ấy không phải là cái gì quá ghê gớm nhưng có mấy ai mà có cả đủ tâm lẫn tài như thế. | ” |
| — Phú Quang | |   |

| “       | Lời ca trong ca khúc Trịnh Công Sơn đã tạo nên tên tuổi Trịnh Công Sơn | ” |
| — Bửu Ý |                                                                        |   |

| “                | Tình yêu trong nhạc của anh là những cảm xúc dữ dội như trái phá con tim mù lòa, như nỗi chết cơn đau thật dài, như vết thương mở rộng... Cuộc đời là hư vô chủ nghĩa, con người sống trong cảnh Chúa, Phật bỏ loài người. Cuộc đời còn là đám đông nhưng cũng là quán không. Con người là cát bụi mệt nhoài, bao nhiêu năm làm kiếp con người, chợt một chiều tóc trắng như vôi... Tất cả nói lên sự muộn phiền, đau đớn... Buồn tủi cho thân phận con người nên nhánh cỏ cũng xót xa, phiến đá cũng ưu phiền, và chỉ còn những mưa và mưa để xoa dịu vết thương mở lớn! (...)... Trịnh Công Sơn nói lên nỗi bàng hoàng của con người khi thấy cái chết nằm ngay trong sự sống (...) Nguyễn Đình Toàn gọi nhạc Trịnh Công Sơn là những bản tình ca không có hạnh phúc, những bài hát cho quê hương đổ vỡ. Cũng là phản ứng của người đau đớn trước hoàn cảnh đất nước, nhưng nó là sự chịu đựng và chết lịm hơn là sự nổi sùng và chửi bới. (...)...Về phần nhạc, toàn thể ca khúc Trịnh Công Sơn không cầu kỳ, rắc rối vì nằm trong một số nhạc điệu đơn giản, rất phù hợp với tiếng thở dài của thời đại. Bài hát chỉ cần một chiếc đàn guitare đệm theo, nếu hòa âm phối khí rườm rà thì không hợp với những bài hát soạn theo thể ballade này. | ” |
| — Phạm Duy, 1991 | |   |

| “         | Tôi gọi Trịnh Công Sơn là người của thơ ca (Chantre) bởi ở Sơn, nhạc và thơ quyện vào nhau đến độ khó phân định cái nào là chính, cái nào là phụ... Trong âm nhạc của Sơn, ta không thấy dấu vết của âm nhạc theo cấu trúc bác học phương Tây. Sơn viết hồn nhiên như thể cảm xúc nhạc thơ tự nó trào ra | ” |
| — Văn Cao | |   |

| “                            | ..., tình ca Trịnh Công Sơn không hẳn chỉ là 1 bông hồng dâng tặng – nó chứa đựng tất cả tâm trạng lo âu của con người nhìn ra thế giới hiện đại | ” |
| — Hoàng Phủ Ngọc Tường, 1991 | |   |

| “                | Trịnh Công Sơn là nhạc sĩ có nhiều người hâm mộ nhất. Đi đến đâu, tôi cũng thấy người ta hát ca khúc của anh. Nhạc Trịnh không chỉ ngự trị khắp mọi xó xỉnh của xứ Việt này mà còn len lỏi đến tận những ngóc ngách sâu thẳm nhất trong cõi tinh thần của người Việt ở Hải ngoại. Dường như ở đâu, Trịnh Công Sơn cũng có người yêu mến. | ” |
| — Trần Đăng Khoa | |   |

| “             | Anh yêu nhạc Trịnh Công Sơn, như thế có nghĩa anh là người tử tế... ...Nhạc anh Sơn rất đặc biệt. Bài nào cũng chỉ phất phơ có mấy nét thôi, cứ như là nhạc của trẻ con ấy. Nhưng nghe là nhớ ngay. Trịnh Công Sơn đã đạt được đến độ cao nhất của nghệ thuật. Đó là sự giản dị... Người hát hay nhất nhạc Trịnh chính là Trịnh Công Sơn. Sau Trịnh mới đến Khánh Ly. Sau Khánh Ly là không còn ai nữa. Hồng Nhung chỉ hát tàm tạm được một đôi bài.... ...Mặc dù nhạc Cách mạng của các anh rất hay. Hầu như bài nào cũng hay. Khoẻ khoắn, hùng tráng. Nhưng đó là nhạc hội hè, nhạc vui. Nhạc cho tất cả mọi người. Hầu hết nhạc sĩ các anh đều viết cho đám đông. Người ta hát khi vui, hát ở chỗ đông người. Còn nhạc anh Sơn là nhạc chỉ dành cho một người. Khi nào buồn, khi nào cô đơn đến tuyệt vọng mà không còn biết bấu víu vào đâu nữa, người ta tìm về với Trịnh. Trịnh sẽ đón họ, nâng đỡ an ủi họ. Vì thế, tôi mới bảo Trịnh Công Sơn là một nửa âm nhạc Việt Nam.... ...Tôi rất yêu nhạc Trịnh. Yêu như một tín đồ của anh ấy. Nhưng cũng phải thành thật mà nói rằng, nhạc Trịnh nghe lẻ từng bài thì hay. Nhưng nghe cả một cuộn băng thì lại thấy mệt vì đơn điệu. Ông Văn Cao của các anh đa dạng hơn nhiều, phong phú hơn nhiều, mặc dù so với Trịnh Công Sơn, ông ấy viết rất ít... | ” |
| — Frank Gerke | |   |

## Những đóng góp cho điện ảnh
- Diễn viên: phim Đất khổ (1974) của đạo diễn Hà Thúc Cần
- Viết nhạc và bài hát cho phim:

1. Cánh đồng hoang[90] 1979 của đạo diễn Nguyễn Hồng Sến, kịch bản Nguyễn Quang Sáng
2. Ngoại ô (1987) (cùng nhạc sĩ Phạm Trọng Cầu) của đạo diễn Lê Văn Duy

- Nhạc và bài hát được sử dụng trong phim

1. Tội lỗi cuối cùng (1980) của đạo diễn Trần Phương, nghệ sĩ Phương Thanh đóng vai Hiền cá sấu: bài "Đời gọi em biết bao lần"[91]
2. Cho cả ngày mai (1981) của đạo diễn Long Vân: bài "Em là bông hồng nhỏ"[91]
3. Bãi biển đời người (1983) của đạo diễn Hải Ninh: bài "Quê hương"[91]
4. Thị xã trong tầm tay (1983) của đạo diễn Đặng Nhật Minh,[91] bài hát nền, phổ thơ Hoàng Phủ Ngọc Tường
5. Cho đến bao giờ (1985) của đạo diễn Huy Thành[91]
6. Cầu Rạch Chiếc (1986) của đạo diễn Hoàng Lê[91]
7. Cô gái trên sông (1987) của đạo diễn Đặng Nhật Minh[91], cùng Phạm Trọng Cầu
8. Mùa hè chiều thẳng đứng (2000) của đạo diễn Trần Anh Hùng: "Cuối cùng cho một tình yêu", "Nắng thủy tinh", "Rừng xưa đã khép"
9. Áo lụa Hà Đông (2006) của Phước Sang Film, đạo diễn Lưu Huỳnh: "Bài ca dành cho những xác người"
10. Công chúa teen và ngũ hổ tướng (2010) của đạo diễn Lê Lộc (bài "Để gió cuốn đi")
11. Em là bà nội của anh (2015) bài "Còn tuổi nào cho em" [92]

- Phim về Trịnh Công Sơn:

1. Em còn nhớ hay em đã quên (1992) của đạo diễn Nguyễn Hữu Phần và Phi Tiến Sơn, với sự tham gia của cố diễn viên Lê Công Tuấn Anh vai Quang Sơn (Trịnh Công Sơn thời trẻ).[93]
2. Trịnh Công Sơn - sống và yêu của đạo diễn Lê Dân, phim không được hoàn thành[94]
3. Em và Trịnh (2022) của đạo diễn Phan Gia Nhật Linh. Phim kể về cuộc đời Trịnh Công Sơn trong nhiều thập niên. Hai diễn viên Avin Lu và Trần Lực đóng vai nhạc sĩ, lần lượt ở thời trẻ và trung niên.[95]

## Giải thưởng và tôn vinh

### Giải thưởng
- Năm 1970, bài "Ngủ đi con" (trong Ca khúc da vàng) của ông đoạt Giải thưởng dĩa nhạc vàng của năm 1969 (phát hành trên 2 triệu đĩa) ở Nhật Bản qua tiếng hát của ca sĩ Takaishi Tomoya (tựa tiếng Nhật: Boya Okiku Naranaide).[96][97] Năm 1979, hãng đĩa Nippon Columbia mời Khánh Ly thu băng lần thứ hai các nhạc phẩm của ông, cũng vào năm này ca khúc "Ngủ đi con" trở thành một bản hit ở Nhật Bản.
- Giải thưởng cho Bài hát hay nhất trong phim "Tội lỗi cuối cùng"
- Giải Nhất của cuộc thi "Những bài hát hay nhất sau 10 năm chiến tranh" với bài "Em ở nông trường, em ra biên giới"
- Giải Nhất cuộc thi "Hai mươi năm sau"(1995) với bài "Hai mươi mùa nắng lạ".
- Năm 1997 ông đoạt giải thưởng lớn của Hội Nhạc Sĩ cho một chuỗi bài hát: "Xin trả nợ người", "Sóng về đâu", "Em đi bỏ lại con đường"
- Năm 2004, Giải thưởng Âm nhạc hòa bình thế giới được trao cho ông vì "lý tưởng hòa bình mà ông đã đấu tranh không mệt mỏi cho nhân loại".

### Tôn vinh
- Trịnh Công Sơn có tên trong từ điển bách khoa Pháp Les Million.
- Khi ông mất, Trung tâm Thúy Nga thực hiên liên khúc Trịnh Công Sơn trong cuốn Paris by Night 60 để tưởng nhớ đến ông.
- Trong Lễ trao giải Làn sóng xanh năm 2005, 10 ca sĩ nổi tiếng của Việt Nam thực hiện Liên khúc Trịnh Công Sơn để tôn vinh ông và kỉ niệm 5 năm ngày mất của nhạc sĩ này (2006).[98]
- Trong cuộc họp chiều 17 tháng 3 năm 2011, Hội đồng nhân dân tỉnh Thừa Thiên Huế đã chính thức thông qua việc đặt tên của cố nhạc sĩ Trịnh Công Sơn cho con đường dài 600 mét, rộng 11 mét lát nhựa mới mở ven sông Hương thuộc phường Phú Cát, thành phố Huế.[99]
- Năm 2015, Hội đồng nhân dân thành phố Hà Nội quyết định đặt tên của cố nhạc sĩ Trịnh Công Sơn cho một tuyến phố dài 900m, rộng 9,5 – 12,5 m từ ngã ba ngõ 612 đường Lạc Long Quân (cạnh công viên Hồ Tây) đến đường Âu Cơ cạnh trường THPT Phan Chu Trinh (sau trở thành tuyến phố đi bộ) thuộc địa bàn phường Nhật Tân, quận Tây Hồ.
- Ở thành phố Huế – quê hương ông cũng có tên đường ''Trịnh Công Sơn''. Tại TP.HCM cũng có một con đường nằm trong khu nhà cao cấp Gia Hòa ở thành phố Thủ Đức (Quận 9 cũ) mang tên ông.[100]
- Ngày 28 tháng 2 năm 2019, Trịnh Công Sơn trở thành nhân vật xuất hiện trên trang chủ tiếng Việt của công cụ tìm kiếm phổ biến nhất thế giới Google nhân dịp sinh nhật lần thứ 80 của ông.[101] Đây là lần đầu tiên Google Doodle vinh danh một người Việt Nam (người Việt thứ hai là họa sĩ Bùi Xuân Phái).[102] Một số tranh của ông được đưa lên lịch 2019.[103]